# Sven Martinek
Sven Martinek (Magdeburgo, 18 febbraio 1964) è un attore tedesco, conosciuto per aver interpretato il ruolo di Max Zander nel telefilm Il Clown.

## Filmografia

### Film
| Anno | Film                                 | Ruolo                | Note |
| ---- | ------------------------------------ | -------------------- | ---- |
| 1983 | Island of Swans                      | Windjacke            |      |
| 1989 | Die Besteigung des Chimborazo        | Reinhard von Haeften |      |
| 1992 | Karl May                             | recruiter            |      |
| 1995 | Rache                                | Axel                 |      |
| 2003 | Run Over                             | keeper               |      |
| 2003 | Berlin Blues                         | patrolman            |      |
| 2004 | Agnes and His Brothers               | Jürgen               |      |
| 2004 | Funky Monkey                         | St. Dominic Coach    |      |
| 2005 | Il Clown - Il giustiziere mascherato | Max Zander           |      |
| 2008 | Il giardino                          | A businessman        |      |

### Televisione
| Anno      | Programma o serie TV                                           | Ruolo                                         | Note               |
| --------- | -------------------------------------------------------------- | --------------------------------------------- | ------------------ |
| 1982      | Das Mädchen und der Junge                                      | Frank                                         |                    |
| 1985      | Der Staatsanwalt hat das Wort                                  | Lorenz                                        |                    |
| 1988–2002 | Polizeiruf 110                                                 | Mariett                                       |                    |
| 1992      | Landschaft mit Dornen                                          | Marcel                                        |                    |
|           | 14º Distretto                                                  | Ingo Pallmann                                 |                    |
| 1993      | Immer wieder Sonntag                                           |                                               |                    |
| 1994      | Verliebt, verlobt, verheiratet                                 |                                               |                    |
| 1994      | Freunde fürs Leben                                             | Steve Conolly                                 |                    |
| 1995      | Die Staatsanwältin                                             | Sauer                                         |                    |
| 1995      | The Infiltrator                                                | Anton                                         |                    |
| 1995      | Doppelter Einsatz                                              | Hanno Tietz                                   |                    |
| 1995–2002 | Tatort                                                         | Jan Jan Kott Christian                        | three episodes     |
| 1996      | Mona M. - Mit den Waffen einer Frau                            | Mike                                          |                    |
| 1996      | Zwei vom gleichen Schlag                                       | Daniel Schäfer                                |                    |
| 1996      | Il Clown                                                       | Max Zander                                    | Episodio pilota    |
| 1996      | Adrenalin                                                      | Jochen Wagner                                 |                    |
| 1997      | SOKO 5113                                                      | Lothar Krieges                                |                    |
| 1997      | Freunde wie wir                                                | Thomas Reuter                                 |                    |
| 1997      | Die heilige Hure                                               | Paul Gruber                                   |                    |
| 1997      | Beichtstuhl der Begierde                                       | Jürgen Mayer                                  |                    |
| 1997–2008 | Squadra Speciale Cobra 11                                      | Sam Harald Kollmann Wolf Mahler               | Tre episodi        |
| 1998–2001 | Il Clown                                                       | Max Zander                                    | Tutte e 4 stagioni |
| 1999      | Götterdämmerung – Morgen stirbt Berlin                         | istruttore di nuoto                           |                    |
| 1999      | Der Träumer und das wilde Mädchen - Hetzjagd durch Deutschland | Till Sichert                                  |                    |
| 2001      | Victor - Der Schutzengel                                       | Toni                                          |                    |
| 2002      | Körner und Köter                                               | Martti                                        |                    |
| 2002      | Rendörsztori                                                   | Produttore                                    |                    |
| 2003      | Rotlicht - Im Dickicht der Großstadt                           | René                                          |                    |
| 2003      | Hotte im Paradies                                              | Peter                                         |                    |
| 2003      | Zwei Profis                                                    | Thorsten Kummer                               |                    |
| 2003      | Squadra Speciale Cobra 11 - Einsatz für Team 2                 | Manfred Kosinski                              |                    |
| 2004      | Stefanie - Eine Frau startet durch                             | Dr. Martin Bauer                              |                    |
| 2005      | In aller Freundschaft                                          | Jan Berger                                    |                    |
| 2005      | Ein starkes Team                                               | Winne                                         |                    |
| 2006      | Mit Herz und Handschellen                                      | Gerber                                        |                    |
| 2006      | SOKO Leipzig                                                   | Holger Franke                                 |                    |
| 2006      | Hammer & Hart                                                  | businessman                                   |                    |
| 2006      | Donna Leon                                                     | liaison officer                               |                    |
| 2006–2007 | Die Spezialisten: Kripo Rhein-Main                             | detective chief superintendent Thomas Wallner |                    |
| 2006–2010 | Zoo Doctor: My Mom the Vet                                     | Dr. Christoph Lentz                           |                    |
| 2008      | Hindernisse des Herzens                                        | Hans Duwe                                     |                    |
| 2009      | Der Bergdoktor                                                 | Richard Beisel                                |                    |
| 2009      | Un caso per due (Ein Fall für zwei)                            | Armin Schütte                                 |                    |
| 2009      | Der Kriminalist                                                | Tilmann Reiter                                |                    |
| 2009      | Squadra Speciale Stoccarda (SOKO Stuttgart)                    | Volker Richter                                |                    |
| 2009–2010 | Die Landärztin                                                 | Daniel Winterberg                             |                    |
| 2010      | Notruf Hafenkante                                              |                                               |                    |
| 2010      | The Last Cop                                                   | Thomas Schmückler                             |                    |
| 2010      | Drei gegen einen                                               | Andreas Behrens                               |                    |
| 2010      | Voodoo für Anfänger                                            | Robert Günther                                |                    |